# Absicht (Recht)
Als Absicht (dolus directus 1. Grades) wird im Strafrecht eine Form des Tatbestandsvorsatzes bezeichnet. Abgegrenzt wird sie auf Vorsatzebene gegenüber dem direkten Vorsatz (dolus directus 2. Grades) und dem Eventualvorsatz.
Grundsätzlich besteht der Tatbestandsvorsatz immer aus einem Wissenselement (kognitives Element) und einem Willenselement (voluntatives Element). Bei der Absicht steht das Willenselement im Vordergrund: dem Täter kommt es gerade darauf an, einen Erfolg im Sinne des Tatbestandes herbeizuführen. Er handelt mit einem zielgerichteten Erfolgswillen. Dabei kommt es nicht darauf an, ob der Täter davon ausgeht, dass der Erfolg sicher eintritt. Von der Absicht sind auch die Tatbestandsverwirklichungen umfasst, die Zwischenschritte seines Tatplans sind.
Zur Verdeutlichung:
1. A will B töten und bringt in dem Flugzeug, mit dem B fliegen wird, einen Sprengsatz an, der detoniert, das Flugzeug zerstört und B auf diese Weise tötet: A hat mit Absicht B getötet und das Flugzeug zerstört, denn die Zerstörung des Flugzeugs ist Teil seines Plans, den B zu töten.
2. Dieselbe Situation. A will aber mit seinem Sprengsatz die Fluggesellschaft schädigen, weiß aber, dass B dann auch sterben wird: A hat B mit dolus directus 2. Grades getötet und mit Absicht das Flugzeug zerstört.
3. A will das Flugzeug zerstören, will aber primär, dass die Höllenmaschine schon vor dem Boarding und dem Start explodieren wird. Er rechnet aber mit der Möglichkeit, dass dies erst geschieht, wenn B das Flugzeug bestiegen hat und findet sich damit ab: Falls dies geschieht und B zu Tode kommt, hat A  den B mit bedingtem Vorsatz getötet, aber mit Absicht das Flugzeug beschädigt/zerstört.
4. A will lediglich verhindern, dass die Maschine startet. Sein Plan geht dahin, dass die Höllenmaschine vor der Explosion entdeckt und unschädlich gemacht wird. Er rechnet aber damit, dass dies nicht geschehen wird und nimmt dies in Kauf. Kommt es zur Explosion und zum Tod des B, hat A mit bedingtem Vorsatz sowohl B getötet als auch das Flugzeug zerstört.

Im StGB wird der Rechtsbegriff Absicht häufig durch eine Formulierung mit „um zu“ ersetzt, d. h. trotz dieser Bedeutung ist er nicht legal definiert; Beispiele: Strafvereitelung – § 258 StGB: „Wer absichtlich … vereitelt, dass ein anderer dem Strafgesetz gemäß … bestraft wird…“; Mord – § 211 StGB: „Mörder ist, wer … um eine andere Straftat zu ermöglichen … einen Menschen tötet.“
Die Absicht als Vorsatzform ist von den besonderen Absichten, die in einigen Vorschriften des Strafgesetzbuches genannt werden, zu unterscheiden. Zu den besonderen Absichten zählen die Zueignungsabsicht in § 242 StGB (Diebstahl) und die Bereicherungsabsicht in § 263 StGB (Betrug). Auch hier kommt es auf die Zielvorstellung des Täters bei der Begehung einer Tat an. Die besonderen Absichten sind jedoch eigenständige subjektive Tatbestandsmerkmale, die unabhängig vom Tatbestandsvorsatz vorliegen müssen.